# Société royale allemande de Königsberg
Pour les articles homonymes, voir KDG.
La Société royale allemande de Königsberg (Königliche Deutsche Gesellschaft) était une association fondée en 1741 pour prendre soin de la langue allemande. Étant la première association civile libre à Königsberg ; elle devait attirer « à elle-même les meilleurs esprits de la ville et constituer un élément de liaison entre l'université et les citoyens ».

## Histoire
Le 15 novembre 1741 Johann Jakob Quandt (de) et Cölestin Flottwell (de) fondèrent à Königsberg la « Deutsche Gesellschaft ». En 1736 ils avaient rendu visite à Johann Christoph Gottsched  à Leipzig et avaient pris modèle sur la Deutsche Gesellschaft (de) qu’il dirigeait. A l'université Albertina de Königsberg, on voulait éveiller l’amour pour la langue et la littérature allemandes, fixer les règles de l'orthographe et publier un dictionnaire. Le 18 aout 1743 dans un privilège signé de sa propre main Frédéric II accorda que fût ajouté à son nom la mention « Kgl. », c’est-à-dire « royale ». Au printemps 1745 il mit à la disposition de la société un ensemble de pièces dans l'aile nord du château de Königsberg. C’est là qu’eurent lieu les célébrations publiques comme l'anniversaire du roi, la commémoration de la mort de Martin Luther et la fête des 500 ans de Königsberg.
« C’est ainsi que le grand roi, à qui si souvent [...] on a reproché son indifférence, son aversion pour la langue et l’éducation allemandes, a apporté son soutien à un institut dont le but exclusif était de prendre soin de notre langue maternelle et de la façon de l’écrire. »
- Gottlieb Krause
Quand la province de Prusse-Orientale fut occupée pendant la Guerre de Sept Ans par les troupes russes, la société fut dissoute. Elle perdit les pièces qu’elle occupait au château « et sa bibliothèque devait être brutalement enlevée au premier jour de Noël [1758] ». Georg Christoph Pisanski, vice-recteur du lycée de la vieille ville de Königsberg, accueillit la société chez lui. Après le retrait des Russes, elle se reconstitua. En 1765 elle reprit ses anciens locaux dans le château. Johann Gotthelf Lindner (de) procéda à la réouverture officielle le 25 janvier 1766.
L’Association royale allemande édita ses propres publications et ses périodiques même si l’idée qu’avait Flottwell d'un dictionnaire allemand ne fut pas réalisée. Elle n’eut pas besoin de changer de nom au temps du national-socialisme (de) et exista jusqu'à la bataille de Königsberg.

## Présidents
- Johann Jakob Quandt (de)
- Karl Dietrich Hüllmann (de)
- Friedrich Wilhelm Schubert[4]
- Johannes Gerschmann (de), 1921–1927
- Carl Diesch (de), dernier président

## Sources
- (de) Cet article est partiellement ou en totalité issu de l’article de Wikipédia en allemand intitulé « Königliche Deutsche Gesellschaft (Königsberg) » (voir la liste des auteurs).

1. 1 2 3 4  Wulf D. Wagner, Heinrich Lange: Das Königsberger Schloss. Eine Bau und Kulturgeschichte. Verlag Schnell und Steiner, Regensburg 2011,  (ISBN 978-3-7954-1953-0), S. 38
2. ↑  G. Krause (1893)
3. ↑  Robert Albinus: Königsberg Lexikon. Würzburg 2002.  (ISBN 3-88189-441-1)
4. ↑  Abhandlungen (1830)